# Іштуц
Іштуц (ісп. Ixtutz) — руїни міста цивілізації мая в департаменті Петен (Гватемала).

## Історія
Сліди активності перших поселенців в межах пам'ятники належать до середини докласичного періоду. Стародавня назва Іштуца невідома. Десь наприкінці докласичного або напочатку класичного періоду Іштуц разом з округою утворив державу Хо'чабахаулел' («Царство п'яти земель»).
Найбільше піднесення Іштуца, як і сусідніх міських центрів, належить до пізньокласичного періоду. У цей час загальна площа міської агломерації, в яку входили другорядні центри Поште-1, Поште-2, Ель-Чапайяль, Ель-Тінталь-1, Ель-Тінталь-2, повинна була складати 15-20 км2 при загальній чисельності населення до 1500 осіб.
Напочатку VIII ст. стає разом з містами Сакул, Іштонтон, Ішкун, Курукуїц важливішим містом Петешбатуна. Згодом Іштуц вступив у боротьбу з містами-державами Іштонтоном та Ішкуном, але зрештою зазнав поразки. Це зрештою призвело до подальшого послаблення міста Іштуца та держави Хо'чабахаулел', що призвело до визнання ахавом Ах-Яшхаль-Б'ааком зверхності Мутульського царства (за іншою версією царства зі столицею у Сейбалі).
Починаючи з 825 року починається остаточний занепад держави та міста. В цей час населення зосереджується у центральній частині Іштуца. Остаточно його було залишено близько 900 року.

## Опис
Розташовано на плато Долорес на висоті 400 м над рівнем моря в 3 км на північний схід від р. Поште у південно-східному Петені, на відстані 8,7 км від руїн Іштонотона, 8,2 км від Ішколя, 4 км від Ішек. Площа становить 1 км2.

### Архітектура
Складається з 9 груп (від А до J) та 30 груп на околицях.
Центр утворює велика площа А, що становить 2925 м2., навколо якої знайдено 11 будов. Центр сформовано також комплексом Е-групи (група А), палацовим ансамблем (група В), а також невеликими храмовими комплексами (групи J і K). Найбільшою є група А, що складається з 11 структур. Стадіон для гри в м'яч був відсутній, але був зафіксований на території другорядного центру Поште-1, розташованого за 2 км на південний схід.
Поява монументальної архітектури належить до періоду пізнього докласичного періоду. У цей час споруджується початкова версія ансамблю Е-групи. Східна платформа була побудована з 3 храмами на вершині. На північному сході церемоніального центру — ймовірно, найдавнішого культового місця в Іштуце — з'являються перші кам'яні будівлі групи J. На східному березі р. Поште за 2 км від Іштуца розвивається комплекс Поште-1, що є ансамблем Е-групи та стадіон з параметрами ігрового майданчика 20×4 м.
В пізньокласичний період в центрі перебудовуються або зводяться нові храмові та адміністративні комплекси, включаючи царський палац. Особливий інтерес у дослідників викликає архітектурне облаштування міського ринку: простора тераса загальною площею 0,5 га мала, так звану, «гідравлічну подушку» — насип з гальки товщиною 20-70 см, під якою знаходився шар глини. Аналогічні конструкції, покликані стабілізувати фундамент при підйомі води, зустрічаються в Іштонтоні і Ішкуні.
В межах округи Іштуца, в районах високої концентрації житлових груп будується кілька комплексів Е-груп — Тінталь-1, Тінталь-2 і Ель-Чапайяль. У найбільшому з них — Ель-Чапайялі — в північній будівлі на глибині 1 м виявлено поховання з поліхромною керамікою, а в південній будівлі — схованку з поліхромними посудинами.
Дослідження житлових районів дозволило виявити залишки 91 житлових груп (321 будівля).

### Скульптура
На території Іштуца виявлено 8 ієрогліфічні та 3 гладенькі стели, а також 4 вівтарі. Практично усі вони з'явилися наприкінці класичного періоду, датуються з 760 року.

### Кераміка
Середньокласичний керамічний матеріал фіксується в групах J і K. Ранньокласичний матеріал представлений слабко — кераміка цього періоду фіксується в самому Іштуце і в Поште-2. Найбільше керамічних знахідок відноситься до пізнього класичного періоду.

## Дослідження
Виявлено у 1852 році губернатором Петена Модесто Мендесом, а також і Еусебіо Лара. Втім тут не здійснювалися яки-небудь розкопки до 1970 року. Лише у 1970—1971 роках провів перші дослідження американський археолог Мерл Грін Робертсон. Він склав першу мапу цієї пам'ятки.
Нові розкопки здійснювали у 1972 році Ієн Грехем та Еріх фон Ойв. У 1985 році розкопки здійснювали фахівці археологічного проєкту Тікаля. У 1987 році продовжувалися розкопки гватемальських археологів.